# Nastassia Kalina
Anastassia Viatcheslavovna Kalina (en russe : Анастасия Вячеславовна Калина), née le 28 mars 1995, est une biathlète biélorusse, russe à l'origine.

## Biographie
Kalina est victorieuse de sa première course internationale dans l'IBU Cup junior à Langdorf en 2008. Elle prend part ensuite aux Championnats du monde junior à Ruhpolding, où elle atteint le top dix dans toutes les courses. Lors de l'édition 2009, elle décroche la médaille d'argent au relais. Elle remporte des titres en 2009, aux Championnats d'Europe junior sur le relais à Oufa avec Olga Vilukhina et Anastasia Romanova et aux Championnats du monde de biathlon d'été junior en relais mixte, compétition dans laquelle elle gagne deux titres en 2010 (sprint et relais mixte). Aux Championnats d'Europe junior, elle s'illustre avec en individuel avec trois médailles d'argent (sprint en 2009 et 2010, poursuite en 2010).
En 2010-2011, promue chez les séniors, elle gagne une manche de l'IBU Cup, un sprint à Beitostølen.
Elle fait ses débuts en Coupe du monde en décembre 2013 à Hochfilzen.
Aux Championnats d'Europe 2014, chez les moins de 26 ans, elle remporte la médaille d'or sur le relais et celle d'argent à l'individuel, derrière Audrey Vaillancourt.

## Palmarès

### Coupe du monde
- Meilleur résultat individuel : 50e

### Championnats d'Europe
- Médaille d'or du relais en 2014 à Minsk.
- Médaille d'argent de l'individuel en 2014.

### Championnats du monde junior
- Médaille d'argent du relais en 2009.
- Médaille d'or du relais en 2010.
- Médaille d'argent de la poursuite en 2010.

### Championnats d'Europe junior
- Médaille d'or du relais en 2009.
- Médaille d'argent du sprint en 2009.
- Médaille d'argent du sprint en 2010.
- Médaille d'argent de la poursuite en 2010.
- Médaille d'argent du relais en 2010.